# (2015) Katchouïevskaïa
(2015) Katchouïevskaïa (officiellement (2015) Kachuevskaya) est un astéroïde de la ceinture principale baptisé en hommage à Natacha Katchouïevskaïa, soldate russe de la Seconde Guerre mondiale.